# Адонц Авет Робертович
Авет Робертович Адонц (вірм. Ավետ Ադոնց, 27 грудня 1963, Київ) — вірменський дипломат. Заступник Міністра іноземних справ Республіки Вірменія з 29 січня 2019 року.

## Життєпис
У 1980 році закінчив школу № 55 імені А. Чехова м. Єреван. У 1985 році закінчив факультет економічної кібернетики Єреванського державного університету. Працював у науково-дослідному інституті економіки та планування при Госплані Вірменської РСР на посаді економіста.
1985—1986 роках — служба у Збройних силах СРСР.
1986—1991 роках — працював у науково-дослідному інституті економіки та планування Держплану Вірменської РСР на посаді спочатку молодшого наукового співробітника, потім керівника наукової групи.
У 1991 році працював у міністерстві зовнішніх торгових зв'язків Вірменії спочатку в якості провідного спеціаліста, потім помічника міністра. Пройшов курси по банківській справі у банку UBS (Женева).
1991—1994 роках працював у відділі двосторонніх економічних відносин міністерства іноземних справ Вірменії як другий секретар.
У 1993 році присвоєний дипломатичний ранг другого секретаря. Пройшов дипломатичні курси в університеті Лідса (Велика Британія).
1994—1996 роках працював у посольстві Вірменії в королівстві Бельгія як другий секретар. Присвоєно дипломатичний ранг першого секретаря.
1996—1998 роках працював начальником відділу міжнародних економічних організацій Міністерства закордонних справ Вірменії.
1998—2001 роках працював у місії Вірменії у Євросоюзі як радник, потім Надзвичайний посол і Уповноважений міністр. Присвоєно дипломатичний ранг радника.
У 2003 році присвоєно дипломатичний ранг надзвичайного посланця і повноважного міністра.
2001—2007 роках працював начальником управління зовнішніх зв'язків апарата президента Вірменії.
12 травня 2007 року вибраний депутатом парламенту Вірменії від партії «Процвітаюча Вірменія».
31 травня 2007 року присвоєно дипломатичний ранг Надзвичайного і Повноважного посла Вірменії.
7 червня 2007 року вибраний головою постійної комісії НС Вірменії з питань європейської інтеграції.
З 26 червня 2009 по 5 серпня 2014 року — надзвичайний і повноважний посол Вірменії в Бельгії.
З 27 червня 2009 по 5 серпня 2014 року — керівник представництва Вірменії у Європейському Союзі.
З 7 листопада 2009 по 8 лютого 2011 року — надзвичайний і повноважний посол Вірменії у Нідерландах.
З 20 лютого 2010 по 5 серпня 2014 року — надзвичайний і повноважний посол Вірменії у Люксембурзі.
З 2014 по 2019 роки — надзвичайний і повноважний посол Вірменії у Іспанії.
29 січня 2019 року призначений заступником Міністра закордонних справ Республіки Вірменія